# Betchworth Castle
Betchworth Castle är ett slott i Storbritannien.   Det ligger i grevskapet Surrey och riksdelen England, i den södra delen av landet, 30 km söder om huvudstaden London. Betchworth Castle ligger 63 meter över havet.
Terrängen runt Betchworth Castle är platt åt nordost, men åt sydväst är den kuperad. Runt Betchworth Castle är det tätbefolkat, med 636 invånare per kvadratkilometer. Närmaste större samhälle är Sutton, 14,2 km nordost om Betchworth Castle. Trakten runt Betchworth Castle består i huvudsak av gräsmarker.